# Moritz von Hirschfeld
Karl Friedrich Wilhelm Ulrich Moritz von Hirschfeld (* 4. Juli 1790 in Halberstadt; † 13. Oktober 1859 in Koblenz) war ein preußischer General der Infanterie. Bekannt wurde er als Offizier der spanischen Armee im Krieg mit Frankreich von 1810 bis 1815 und als Befehlshaber im Feldzug gegen die Revolution von 1849 in der Pfalz und in Baden.

## Leben

### Herkunft, Kindheit und Jugend

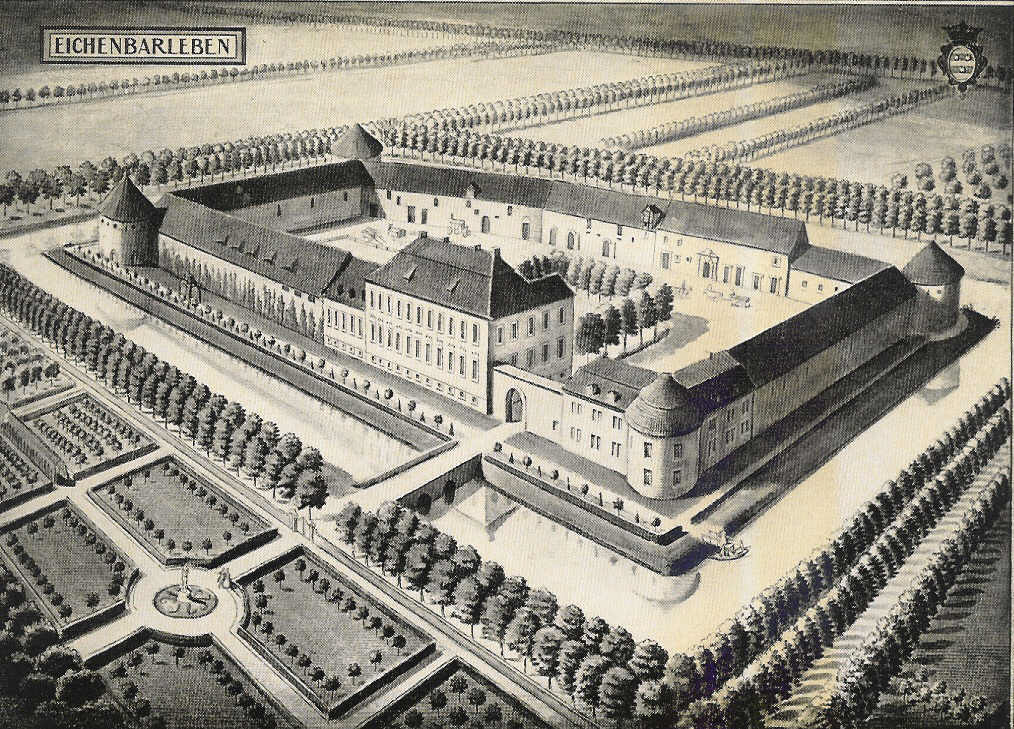
Schloss Eichenbarleben, Besitz der verwandten Familie Alvensleben, diente den Brüdern Hirschfeld 1809 als Versteck. Zeichnung von Anco Wigboldus, um 1750

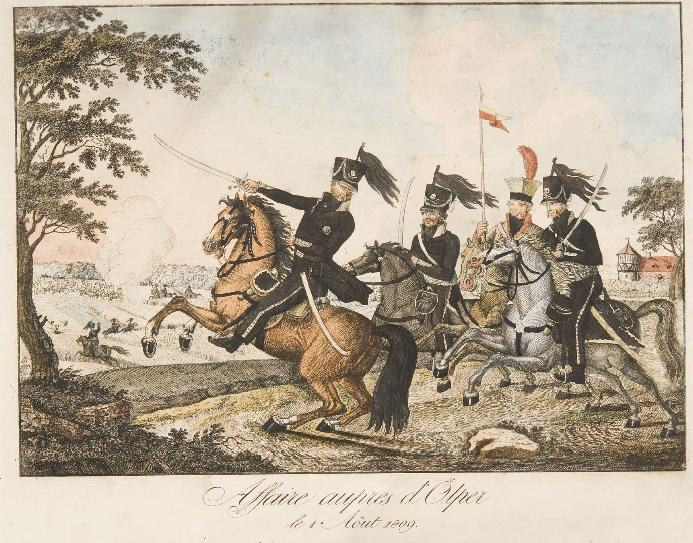
Das Gefecht bei Ölper. In der Schwarzen Schar kommandierte Moritz’ von Hirschfelds Bruder Eugen die Reiterei der Nachhut. Zeitgenössische Darstellung

Moritz von Hirschfeld war ein Sohn des preußischen Generals Karl Friedrich von Hirschfeld aus dessen erster Ehe mit Karoline Friederike Philippine von Faggyas (1761–1795). Ab Januar 1803 war er Zögling der Kadettenanstalt in Berlin. Anlässlich seines 14. Geburtstags stellte ihn der Vater in das von ihm kommandierte Regiment „Garde“ in Potsdam als Gefreiterkorporal ein. Hirschfeld besuchte seit 1804 Lehrveranstaltungen Scharnhorsts auf der Schule für junge Offiziere. Im November 1805 wurde er Fähnrich im Bataillon „Leibgarde“ des Regiments. Im Feldzug von 1806/07 nahm Hirschfeld an der Schlacht bei Auerstedt teil und geriet Ende Oktober 1806 in die Kapitulation bei Prenzlau, in deren Folge das Regiment aufgelöst wurde. Auf sein Ehrenwort, in diesem Krieg „bis zur Auswechslung nicht zu dienen“, erlangte Hirschfeld die Freiheit. Inaktiv und auf halbes Gehalt gesetzt, kehrte er nach Hause zurück.
Sein älterer Bruder, der Husarenleutnant Eugen von Hirschfeld, war in Kolberg zuerst dem Freikorps Schill beigetreten, hatte dann aber im Dezember 1806 in Stargard zusammen mit seinem Bruder, dem Infanterieleutnant Alexander Adolf von Hirschfeld ein eigenes Freikorps aufgestellt, das bis zum Frieden von Tilsit bestand. Eugen und Moritz von Hirschfelds Heimat gehörte nun zum Königreich Westphalen. Sie erhielten keine Stelle in der preußischen Armee und wurden auf Halbsold gesetzt. Beide bereiteten in ständigem Kontakt mit aktiven preußischen Offizieren einen Aufstand gegen die französischen Besatzer vor.

### Die Erhebung von 1809

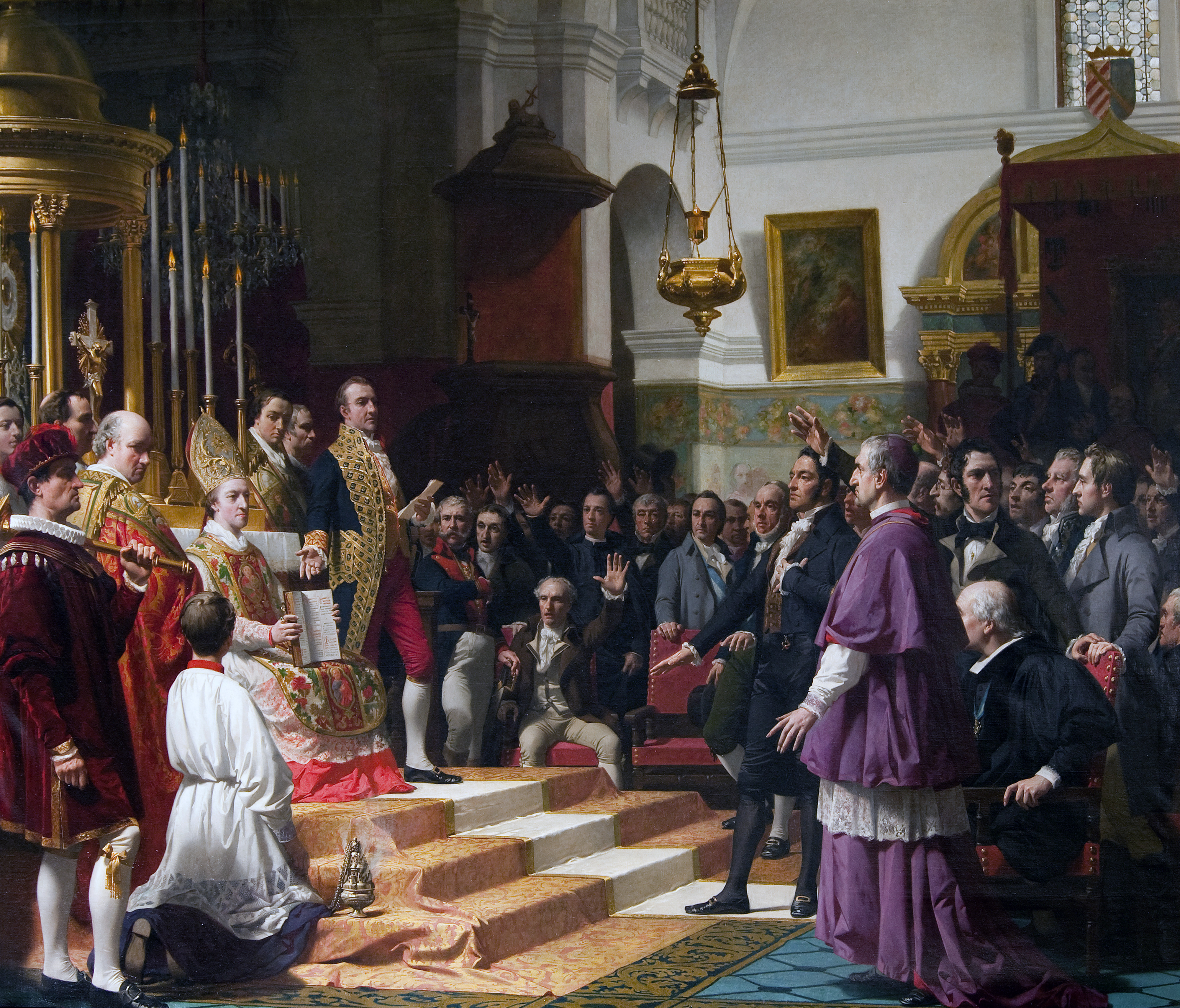
Während der Anwesenheit der Gebrüder Hirschfeld in Cádiz fand dort die Eröffnung der verfassungsgebenden Cortes statt. Gemälde von José María Casado del Alisal, 1862

Im April 1809 begann Österreich gegen Frankreich einen Befreiungskrieg, der in ganz Deutschland als Volkskrieg geführt werden sollte. Die weitverzweigten Planungen sahen im Rahmen des Dörnbergschen Aufstands eine handstreichartige Besetzung der Festung Magdeburg durch Freischaren unter Friedrich von Katte und den Gebrüdern Hirschfeld vor. Infolge des Fehlschlags Dörnbergs ging das Überraschungsmoment verloren und das Vorhaben musste in letzter Stunde aufgegeben werden. Die alarmierten Franzosen trieben bei Burg die bereits versammelte Formation der Brüder Hirschfeld auseinander. Beide versteckten sich auf Schloss Eichenbarleben, von wo aus sie mithilfe ihrer Verwandten Minettchen von Alvensleben (1777–1852) auf preußisches Gebiet flüchten konnten.
Gemeinsam mit Katte schlossen sie sich der Schwarzen Schar unter dem Herzog Friedrich Wilhelm von Braunschweig an und erreichten London. Eugen trat auf Empfehlung Braunschweigs als Major in den britischen Dienst und erhielt im Juni 1810 die Erlaubnis, mit halbem Gehalt nach Spanien zu gehen, um auf dem iberischen Kriegsschauplatz in den Reihen der spanischen Armee den Kampf gegen Napoleon fortzusetzen. Moritz von Hirschfeld folgte ihm drei Monate später als Leutnant mit britischem 2/3-Gehalt. Der Herzog von Braunschweig hatte ihn nach selbst vorgenommener Offiziersprüfung befördert.

### In Spanien

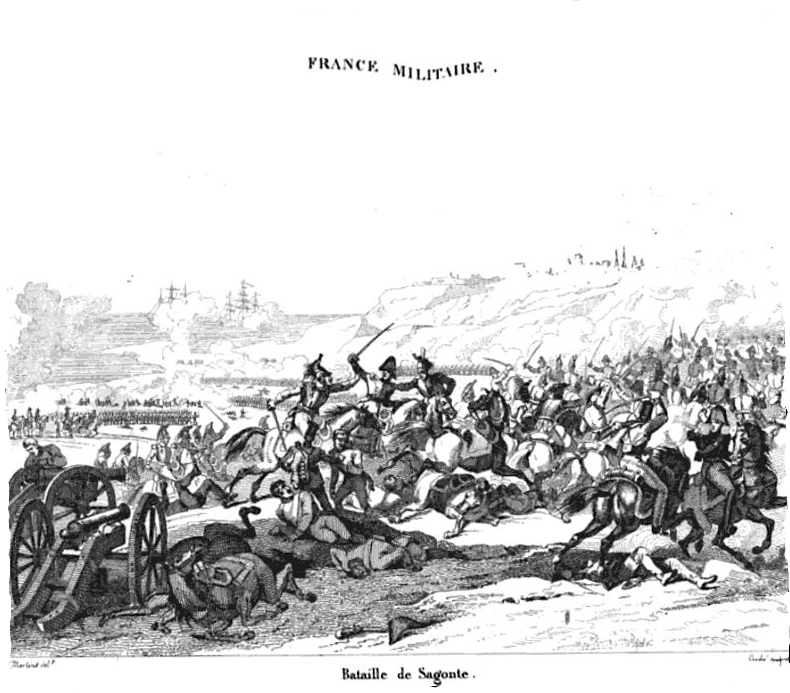
Die Schlacht von Murviedo am 25. Oktober 1811 kostete Hirschfeld beinahe das Leben. Darstellung aus dem Jahre 1837

Moritz von Hirschfeld folgte seinem Bruder nach Cádiz, dem Zentrum des spanischen Widerstands gegen Napoleon, Sitz der Junta Suprema Central und Versammlungsort der Verfassunggebenden Cortes. Die belagerte Hauptstadt Spaniens war auf dem europäischen Festland der aussichtsreichste Treffpunkt jener Deutschen, die nach den misslungenen Aufständen von 1809 weiterkämpfen wollten, wie Karl von Grolman und Leopold von Lützow. Die Brüder Hirschfeld erhielten Offiziersstellen im Kavallerieregiment „Alcántara“ in Katalonien, das sie im September 1810 nach einer Seereise durchs Mittelmeer erreichten. Eugen wurde am 14. Januar 1811, inzwischen Oberst, an der Spitze der Avantgarde des Generals Pedro Sarsfield bei einem Angriff auf die französische Division Palombini bei Pla de Cabra schwer verwundet und starb am Tag darauf in den Armen seines Bruders.
Moritz von Hirschfelds Erfolge im Kleinen Krieg veranlassten General Enrique José O’Donnell ihn mit der Überrumpelung der Zitadelle von Barcelona, des Fort Monjuich zu beauftragen. Das Unternehmen schlug fehl, doch kamen seine Ergebnisse einer erfolgreichen Gewaltsamen Aufklärung gleich und Hirschfeld wurde Rittmeister. Bei der Eroberung von Figueres im April 1811 erwarb er sich die „Goldene Medaille für Tapferkeit“.
Sein Regiment befand sich im Juni im belagerten Tarragona. Am Abend vor der Eroberung entkam Hirschfeld mit seiner Eskadron aus der eingeschlossenen Festung. Nach schweren Verwundungen in der verlorenen Schlacht von Murviedo am 25. Oktober 1811 hatte Hirschfeld einen Gnadenstoß in den Kopf erhalten. Als der französische Offizier, der die Gnadenstöße gab, zu ihm kam, drehte sich der am Boden liegende Hirschfeld um. So traf ihn der Degen rechts neben dem linken Ohr und trat durch den Mund aus, was Schäden an Zunge und Gebiss zur Folge hatte. Zwei Tage später fanden Bauern, die das Schlachtfeld abräumten, ihn entkleidet vor, hielten ihn für tot und legten ihn in ein Massengrab. Dabei erkannten sie Hirschfeld als lebend und brachten ihn in ein französisches Gefangenen-Lazarett nach Saragossa.
Kurz vor seiner Genesung gelang Hirschfeld im Sommer 1812 die Flucht und die Rückkehr zur spanischen Armee. Infolge der Verwundungen war zunächst dienstunfähig und konnte den linken Arm nie mehr voll gebrauchen, was seine Reitfähigkeit einschränkte. Auch blieben Schwierigkeiten beim Sprechen und eine auffällige Narbe am Hinterkopf zurück. Die in Spanien übliche Untersuchung einer Reinigungskommission erbrachte Hirschfeld ein Lob, veröffentlicht anlässlich seiner Rehabilitierung in einem Armeebefehl vom 1. Februar 1813. Nun einem Infanterieregiment zugeteilt, stieg er zum Major auf. Zu weiteren Einsätzen fehlen Angaben. Wegen seiner ausgezeichneten Kenntnisse der englischen Sprache und der Verhältnisse in der britischen Armee kann angenommen werden, dass er von Katalonien zur Armee Arthur Wellesleys ins Baskenland versetzt wurde.
Hirschfeld hatte bei Beginn des Befreiungskrieges in Deutschland im Frühjahr 1813 um seinen Abschied ersucht, um in die preußische Armee zurückzukehren. Stattdessen wurde er 1814 zum spanischen Oberstleutnant befördert, machte den Vormarsch nach Frankreich mit und durfte auch nach dem Pariser Frieden von 1814 nicht ausscheiden. Dies geschah erst am 24. Februar 1815 nach einer Intervention des preußischen Gesandten in Madrid. Im Frühjahr 1815 kam Hirschfeld nach Preußen zurück.
Weil er in Spanien hohes Ansehen erworben hatte, zeichnete ihn König Ferdinand VII. nachträglich mit dem Militärischen San Fernando-Orden II. Klasse aus. Als Hirschfelds Sohn Urban Karl, ein preußischer Major, Spanien 1860 bereiste, paradierte vor ihm auf Befehl der Königin Isabella II. das Regiment „Alcantara“, worin sein Vater und sein Onkel gedient hatten.

### Friedensjahre
Weil der 25-jährige Hirschfeld mit Abstand der jüngste Oberstleutnant der preußischen Armee gewesen wäre, stellte sie ihn im September 1815 als Major ein. Hirschfeld übernahm das Kommando des Füsilier-Bataillons im 25. Infanterie-Regiment. In der langen Friedenszeit bis 1849 stieg er vom Oberstleutnant 1830, seit 1831 Kommandeur des 29. Infanterie-Regiments, über den Oberst 1837, ab 1838 Kommandeur der 15. Infanterie-Brigade bis zum Generalmajor 1840 auf. Am 18. Januar 1833 hatte ihn der Großherzog Leopold von Baden mit dem Kommandeurkreuz des Ordens vom Zähringer Löwen dekoriert. Im Frühjahr 1846 wurde Hirschfeld zum Kommandeur der 1. Division in Königsberg ernannt und 1847 zum Generalleutnant befördert.
Beachtung fand in der Armee seine Kriegserfahrung aus „sieben Feldzügen“, zu der erfolgreiche, selbständige Kommandos über gemischte Verbände gehört hatten. Seine Vorgesetzten bescheinigten Hirschfeld die Berechtigung zu einem „höheren Wirkungskreis“, zur „außerordentlichen Beförderung“ und „im Falle eines Krieges“ zu „besonderem Vertrauen“. Von ihm sei „viel zu erwarten“.
In den Tagen der Märzrevolution war Hirschfeld Stadtkommandant von Potsdam. Nachdem König Friedrich Wilhelm IV. am 21. März 1848 angeordnet hatte, dass die preußischen Soldaten die Schwarz-Rot-Goldene Kokarde anzulegen haben, ließ Hirschfeld auf der Kommandantur eine Schwarz-Rot-Goldene Fahne hissen. Amtlich bekannt gemacht und umgesetzt wurde die Anordnung in Potsdam erst am 3. Mai 1848 beim Auszug der Garnison in den Krieg gegen Dänemark.

### In der Reichsverfassungskampagne

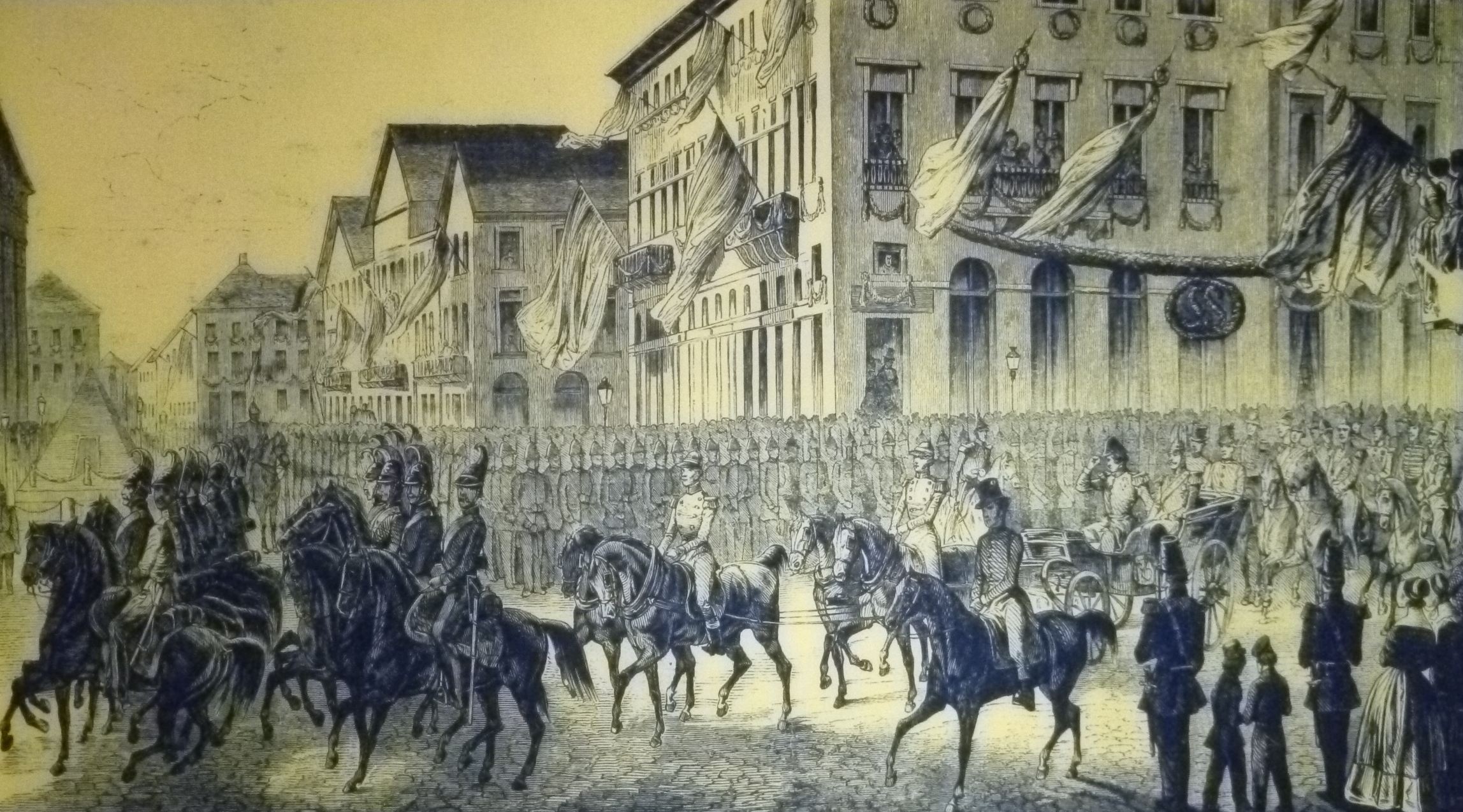
Der triumphale Einzug des Großherzogs von Baden und des Prinzen von Preußen in Karlsruhe fand ohne Hirschfeld statt. Zeitgenössische Darstellung

Friedrich Wilhelm IV. sandte Hirschfeld im Juni 1848 ins Rheinland zurück und ernannte ihn zum Kommandeur der 15. Division und zum Kommandanten ad interim von Köln. Im Mai 1849 stellte Preußen zwei improvisierte Armeekorps unter dem Oberkommando des Prinzen von Preußen auf, um im Auftrag des Deutschen Bundes den Aufstand in der Pfalz und in Baden niederzuschlagen. Hirschfeld übernahm die Führung des Ersten der beiden Korps. Chef seines Stabes war Oberstleutnant Albrecht von Roon.
Hirschfelds Korps besetzte von Norden und Westen aus zwischen dem 11. und 18. Juni „methodisch und behutsam“ die Pfalz, wozu auch der Entsatz der von bayerntreuen Offizieren gehaltenen Festung Landau am 18. Juni gehörte. Die von Daniel Fenner von Fenneberg organisierten und unter dem Kommando Franz Sznaydes stehenden pfälzischen Revolutionstruppen zogen sich nach Gefechten bei Homburg, Kirchheimbolanden, Dürkheim, Ludwigshafen und Rinnthal auf die aufständische badische Armee in der Neckargegend zurück. Diese stand bei Mannheim und Heidelberg dem preußischen Zweiten Korps unter Karl von der Groeben und dem Bundeskorps Eduard von Peuckers gegenüber.
Zu ihrer Überraschung griff sie Hirschfeld nicht in der Flanke an, sondern setzte am 20. Juni bei Germersheim über den Rhein und befand sich damit in ihrem Rücken. Hirschfeld näherte sich Bruchsal, als die Hauptmacht der badischen Armee unter Ludwik Mierosławski die Vorhut seines linken Flügels angriff. Daraus entwickelte sich am 21. das Gefecht bei Waghäusel. Mieroslawski verwechselte dabei seinen Gegner Moritz von Hirschfeld mit dessen Bruder Alexander Adolf von Hirschfeld, den er wegen seiner Rolle im Großpolnischen Aufstand im Jahr 1848 als seinen „Todfeind“ ansah. Er wollte nun an ihm „Rache nehmen“, hatte aber nach Anfangserfolgen Mühe, der Einkreisung durch Gefechte bei Ubstadt und Durlach zu entgehen. Am 25. Juni nahm Hirschfeld Karlsruhe ein. Er vereinigte sich mit den Korps Groeben und Peukert. Die Kampfmoral der Aufständischen war durch ihre Niederlage bei Waghäusel und die Nachrichten vom Zusammenbruch der Revolution in Paris und dem russischen Einmarsch in Ungarn schwer erschüttert.
Mieroslawski erwartete die Gegner in einer befestigten Stellung südlich der Murg. Hirschfelds Korps durchbrach in Einzelgefechten, so bei Kuppenheim und Muggensturm, vom 28. bis 30. Juni 1849 den linken Flügel der Aufstandsarmee, während ihr von rechts nach dem verlorenen Gefecht in Gernsbach erneut die Einkreisung drohte. Diesmal ging ihr Rückzug in Flucht über und Mieroslawski legte sein Kommando nieder. Ein Teil der Aufstandsarmee rettete sich in die Festung Rastatt, die Groebens Korps einschloss. Der Rest, den Hirschfeld verfolgte, kam nicht mehr zum Stehen und die Truppen lösten sich größtenteils auf. Am 7. Juli 1849 nahm Hirschfeld Freiburg im Breisgau ein, den letzten Sitz der Revolutionsregierung. Zu Kämpfen war es dabei nicht gekommen, weil ein Stimmungswechsel stattgefunden hatte und sich zahlreiche badische Revolutionssoldaten in preußische Gefangenschaft begaben. Hirschfeld ließ sie alle sofort frei. Während Hirschfelds Korps das südliche Baden besetzte, übertraten Mitte Juli die letzten Aufständischen die Schweizer und die französische Grenze, wo sie ihre Waffen niederlegten.
Mit der Kapitulation der eingeschlossenen Festung Rastatt vor Groeben endete der Feldzug am 23. Juli 1849. Das 19.400 Mann starke Korps Hirschfelds hatte nach fünfwöchigem Einsatz den Verlust von über 50 Toten und 400 Verwundeten zu beklagen.

### Der Fall Dortu
Die herzogstreuen Bürger Freiburgs hatten anlässlich der Übergabe ihrer Stadt den bereits inhaftierten Max Dortu, der Major der Aufstandsarmee und ehemaliger preußischer Landwehrunteroffizier war, an Hirschfeld ausgeliefert. Er ließ Dortu vor ein Kriegsgericht stellen, das ihn wegen Kriegsverrat am 11. Juli zum Tode verurteilte. Dortu verzichtete auf ein Gnadengesuch. Sein Vater, der ihn besuchen durfte, bat ebenfalls nicht um Gnade, aber um ein Gespräch mit Hirschfeld. Er wurde abgewiesen.
Hirschfeld hatte das Urteil, weil es nach Meinung seines Korps-Auditeurs Rechtsmängel enthielt, zur Überprüfung an den Generalauditeur der Armee nach Berlin gesandt. Dies verursachte das Missfallen des Königs. An seinen Bruder und präsumptiven Nachfolger Wilhelm, Hirschfelds Vorgesetzten, schrieb er: „Dortü musste 12 Stunden nach seiner Kaptur kalt sein. Statt dessen lässt sich Hirschfeld ein Gutachten von einem demokratischen Auditeur machen, und der ganze Effekt fällt in den Brunnen.“ Generalauditeur Karl Friedrich Friccius fand im Todesurteil keine schwerwiegenden Rechtsmängel. Friedrich Wilhelm IV. hatte bei Beginn des Feldzugs am 14. Juni 1849 angeordnet, dass nicht sein oberkommandierender Bruder die kriegsgerichtlichen Urteile zu bestätigen habe, sondern die jeweiligen Korpskommandeure Hirschfeld und Groeben. An den König gerichtete Gnadengesuche sollte das Staatsministerium beurteilen. Nachdem ein Gnadengesuch der Mutter Dortus in Potsdam abgelehnt worden war, unterzeichnete Hirschfeld am 30. Juli das Todesurteil. Am Tag darauf erschossen preußische Soldaten Dortu auf dem Wiehrefriedhof in Freiburg.
Auch in der Folge prangte Hirschfelds Unterschrift unter den zur Abschreckung in Plakatform verbreiteten Urteilen der preußischen Militärjustiz in Baden, darunter dem für Gottfried Kinkel vom 30. September 1849. Eine Stellungnahme Hirschfelds zu seiner Rolle ist nicht überliefert. Sein Biograf und Freund Heinrich von Holleben geht in der Lebensbeschreibung Hirschfelds nur kurz auf die „damalige Operation“ ein, erwähnt den Oberbefehlshaber nicht namentlich, sondern schreibt, Hirschfeld hätte „unter einem höheren Kommando“ gestanden und fährt fort: „Aber die deutsche Uneinigkeit und zwar unter den Fürsten selbst, welche sich bei dieser Gelegenheit offenbarte, erschien Hirschfeld gefährlicher und schädlicher, als jene Aufstände“. Bei dem feierlichen Einzug des Großherzogs und des Prinzen von Preußen in Karlsruhe am 18. August 1849, der den Charakter einer Siegesfeier hatte, war Hirschfeld im Unterschied zu Groeben und anderen Befehlshabern abwesend.
Die Verwechslung Moritz von Hirschfelds mit seinem Bruder Alexander in den Kämpfen der Jahre 1848/49 findet sich auch in der neueren Literatur: So wird Moritz das Gefecht bei Sokołowo im Großpolnischen Aufstand zugeschrieben und Alexander die Unterschrift unter das Todesurteil für Dortu.

### Letzte Jahre
Nach der Rückkehr im September 1849 übertrug ihm Friedrich Wilhelm IV. zunächst die Geschäfte des Kommandierenden Generals des VIII. Armee-Korps in Koblenz. Ab März 1852 trug Hirschfeld auch den Titel des Kommandierenden Generals. Namens König Friedrich Wilhelms IV. begleitete er 1852 Charles-Louis-Napoléon Bonaparte, den Präsidenten der französischen Republik, auf seiner Huldigungsreise von Nancy durch das Elsass nach Straßburg. Hirschfelds 50. Dienstjubiläum am 24. Juli 1854, aus dessen Anlass er den Roten Adlerorden I. Klasse mit Eichenlaub und Schwertern in Brillanten erhielt, wurde in der Rheinprovinz als gesellschaftliches Ereignis begangen.
Im Oktober 1856 General der Infanterie geworden, leitete er in der Krise von 1859 ab April und seit Juni auch offiziell in der Stellung des Generalgouverneurs der Rheinprovinz die dortige Mobilmachung. Die Planung des Generalstabschefs Helmut von Moltke für den Krieg mit Frankreich sah vor, aus dem VII., dem VIII. und dem anrückenden IV. Armee-Korps bei Trier die Zweite Moselarmee zu bilden. Mit rund 100.000 Mann sollte sie ein Drittel der preußischen Feldarmee umfassen. Zu ihrem Befehlshaber wurde Hirschfeld bestimmt. Schon im Juli 1859 verhinderte der Vorfrieden von Villafranca den Ausbruch des Krieges.
Nach einigen Tagen leichten Unwohlseins verbrachte Moritz von Hirschfeld den Abend des 13. Oktober 1859 „froh und heiter“ im Kreis der Familie, ging zu Bett und starb. Er wurde an seinem langjährigen Wohnort Koblenz auf dem Hauptfriedhof beigesetzt.

### Privates und Familie
Hirschfeld galt als wenig gesprächig, stand nicht gern im Mittelpunkt, wirkte im Dienst etwas unnahbar und ging nur im Freundes- und Familienkreis aus sich heraus. Sein Bruder und er hatten in Spanien Tagebücher geführt, die 1811 in den Besitz des späteren Feldmarschallleutnants Joseph Friedrich von Palombini kamen. Als dieser 1843 Hirschfeld als Autor identifizieren konnte, schickte er sie an ihn zurück. Hirschfelds Freund General Heinrich von Holleben veröffentlichte sie 1863.
Im Jahr 1825 hatte Moritz von Hirschfeld Ida von Kamptz (1801–1875) geheiratet. Der Ehe entsprossen der oben erwähnte Sohn und zwei Töchter. Ida Isabella heiratete 1856 den Leutnant Friedrich Wilhelm von Holleben (* 13. Oktober 1824), einen Sohn Heinrich von Hollebens, und Wilhelmine Ida 1861 den späteren General Karl Gustav von Sandrart.